# Нова Кроснова
Нова Кроснова (пол. Nowa Krosnowa) — село в Польщі, у гміні Слупія Скерневицького повіту Лодзинського воєводства.
Населення — 143 особи (2011).
У 1975-1998 роках село належало до Скерневицького воєводства.

## Демографія
Демографічна структура станом на 31 березня 2011 року:
|          | Загалом | Допрацездатний вік | Працездатний вік | Постпрацездатний вік |
| -------- | ------- | ------------------ | ---------------- | -------------------- |
| Чоловіки | 72      | 15                 | 45               | 12                   |
| Жінки    | 71      | 15                 | 39               | 17                   |
| Разом    | 143     | 30                 | 84               | 29                   |